# Панорама
Панорама (грч. πᾶν — све; грч. ὅραμα — поглед) подразумева широк видик, односно широк поглед на околину. Технике прављења панораме могу бити сликарске и фотографске. Панорамска фотографија приказује подручје веће од оног што стане на фотографију снимљену објективом средње жижне дужине. Из тог разлога, фотографска техника се састоји или из коришћења широког објектива или из спајања неколико фотографија у једну. Ширина фотографије је у већини случајева, али не и обавезно, вишеструко већа од висине.